# ناتالیا آنوفرینکا
ناتالیا آنوفرینکا (انگلیسی: Natallia Anufryienka؛ زادهٔ ۱۱ ژوئن ۱۹۸۵) بازیکن بسکتبال اهل بلاروس است. وی در بازی‌های المپیک تابستانی ۲۰۰۸ شرکت کرده‌است.
وی در مسابقات کشوری و بین‌المللی در مجموع برندهٔ ۱ مدال برنز شده‌است.